# Distúrbios políticos no Paquistão em 2022–2023
A instabilidade política no Paquistão de 2022–2023 é uma crise política contínua existente desde a deposição do ex-primeiro-ministro Imran Khan por meio de uma moção de desconfiança em abril de 2022.
Em 2022, a instabilidade política no Paquistão começou quando a oposição uniu-se e apresentou uma moção de desconfiança contra o governo de Imran Khan na Assembleia Nacional, que foi seguida por crises políticas no país, tanto em nível nacional quanto provincial. O primeiro-ministro Imran Khan instou o establishment paquistanês a não permanecer neutro e desempenhar seu papel para salvar seu governo e não permitir que políticos rivais históricos com acusações de corrupção assumissem o controle, mas o establishment recusou.
No plano provincial, Usman Buzdar, do Pakistan Tehreek-e-Insaf (PTI), ministro-chefe da província de Punjab, renunciou ao cargo por ordem de Khan em favor de Pervaiz Elahi, aliado do PTI, o que levou a uma crise política na Assembleia de Punjab. Uma moção de desconfiança contra o ministro-chefe de Khyber Pakhtunkhwa, Mahmood Khan, também foi apresentada pelos partidos de oposição na Assembleia de Khyber Pakhtunkhwa, enquanto o PTI apresentou uma moção de censura contra seu próprio primeiro-ministro em Azad Kashmir.
Desde sua remoção, Imran Khan passou a exortar por eleições gerais antecipadas, que se intensificaram depois que o PTI liderado por Khan dissolveu duas de suas assembleias provinciais  (Punjab e Khyber Pakhtunkhwa), desencadeando eleições em 60% do país em 30 de abril de 2023  e 28 de maio de 2023, respectivamente.

## Antecedentes

### Ascensão de Imran Khan em 2018
As eleições gerais foram realizadas no Paquistão em 25 de julho de 2018, para eleger os membros da 15.ª Assembleia Nacional e as quatro Assembleias Provinciais. Os três principais partidos foram os favoritos: o  Pakistan Tehreek-e-Insaf (PTI), liderado por Imran Khan, a Liga Muçulmana do Paquistão, liderada por Shehbaz Sharif, e o Partido do Povo Paquistanês, liderado por Bilawal Bhutto.
O PTI conquistou o maior número de assentos na Assembleia Nacional, mas ficou aquém da maioria; o partido posteriormente formou um governo de coalizão com vários partidos menores, com Imran Khan anunciando seu gabinete logo após as eleições.
Após as eleições, seis grandes partidos, incluindo a Liga Muçulmana do Paquistão-N, alegaram que houve fraude eleitoral em grande escala e práticas administrativas ilícitas.
Alegações de irregularidades eleitorais nas eleições de 2018 ainda são muito debatidas. Numerosos observadores neutros emitiram declarações sobre a credibilidade do resultado, com um dos principais observadores eleitorais, a Free and Fair Election Network (FAFEN), dizendo que as eleições gerais de 2018 foram "mais transparentes em alguns aspectos" do que as anteriores. A Missão de Observação Eleitoral da UE no Paquistão sustentou, no entanto, que "condições de concorrência equitativa" não foram oferecidas a todas as partes e que o processo não foi "tão bom quanto o de 2013".

### Fundação do Movimento Democrático do Paquistão e protestos
O Movimento Democrático do Paquistão foi fundado em setembro de 2020, baseado nas alegações de fraude nas eleições gerais de 2018, vencidas pelo partido de Imran Khan. O governo de Khan, no entanto, sustentou que o movimento era motivado por uma série de casos de corrupção contra os líderes dos partidos políticos que anteriormente governavam o Paquistão, a saber, a Liga Muçulmana do Paquistão (LMP) e o Partido do Povo Paquistanês (PPP).
Por sua vez, o chefe do Movimento Democrático do Paquistão Maulana Fazlur Rehman, anunciou em 6 de dezembro de 2021, que a aliança da oposição realizaria uma "marcha anti-inflação" em Islamabad em 23 de março de 2022, Dia do Paquistão, para protestar contra as falhas do governo. Ele declarou que a marcha será uma "grande manifestação" onde "toda a nação participará"  que "pessoas virão a Islamabad de todos os cantos do país para participar de uma manifestação contra a inflação, o desemprego e a pobreza."

## Colapso do governo de Khan e crise constitucional
Em 8 de março de 2022, a oposição apresentou um voto de moção de censura à assembleia nacional e, no final de março, os parceiros da coalizão de Khan haviam retirado publicamente seu apoio. Em 3 de abril, o Paquistão entrou em uma crise constitucional quando o vice-presidente da Assembleia Nacional, Qasim Khan Suri, recusou-se a realizar a votação, citando uma conspiração estrangeira contra o governo e o Artigo 5 da Constituição e, em seguida, procedeu à dissolução da Assembleia Nacional. Tal situação levou a oposição a recorrer à Suprema Corte. A Corte decidiu por 5 votos a 0 que a decisão de Suri era inconstitucional e que a votação deveria ocorrer em 9 de abril de 2022, levando a outra sessão nessa data. Pouco antes da meia-noite, o presidente Asad Qaiser renunciou ao cargo e, nas primeiras horas de 10 de abril, Imran Khan foi destituído na primeira moção de desconfiança bem-sucedida na história do país. O partido de Khan acabou perdendo o governo de Punjab.
Shehbaz Sharif foi eleito primeiro-ministro do Paquistão dois dias depois, em 11 de abril.

### Crises de juramento na Assembleia Nacional
Quando Shahbaz Sharif foi eleito primeiro-ministro, o presidente Arif Alvi teria que fazer o juramento dele. No entanto, o presidente saiu de licença por motivos de saúde. Em sua ausência, o presidente do Senado, Sadiq Sanjrani, prestou o juramento de posse ao novo primeiro-ministro.
Em 19 de abril de 2022, o gabinete de 34 membros do primeiro-ministro Shahbaz Sharif foi empossado, mas o presidente Arif Alvi recusou-se novamente.

## Grandes protestos após o voto de desconfiança
Marchas eclodiram em todo o país após o sucesso do voto de desconfiança, muitos das quais se deslocaram para Islamabad. Manifestações também surgiram entre as comunidades paquistanesas na Austrália, Reino Unido, Nova Zelândia, Estados Unidos, Canadá, Itália e outros países. Isso levou à criação do Movimento Haqeeqi-Azadi.

### Primeira Marcha Azadi
Em 24 de maio de 2022, Imran Khan anunciou uma longa marcha de protesto em direção a Islamabad começando em 25 de maio de 2022 contra o governo de seu sucessor, o primeiro-ministro Shehbaz Sharif. Khan liderou a marcha de Peshawar, capital de Khyber Pakhtunkhwa, onde seu governo provincial o ajudou. Membros destacados do seu partido lideram a marcha de Lahore, capital do Punjab.
Centenas de potenciais manifestantes foram presos em uma suposta repressão do novo governo do Paquistão. Para impedir que os manifestantes chegassem à Islamabad e entrassem na capital, centenas de contêineres foram entregues à Polícia de Islamabad e proibiu-se a aglomeração. A entrada para a capital foi bloqueada por centenas de oficiais da polícia, impedindo que os manifestantes se aproximassem, lançando bombas de gás lacrimogêneo contra os manifestantes, que incluíam mulheres, crianças e famílias.
Após 26 de maio, Imran Khan cancelou a marcha, a apenas 3,3 quilômetros de onde a polícia estava disparando bombas de gás lacrimogêneo. Em uma entrevista posterior, sua justificativa para cancelar a marcha foi para evitar derramamento de sangue, pois alegou que seus apoiadores estavam prontos para lutar contra a polícia. No entanto, o governo afirmou que Khan cancelou a marcha por falta de apoio político.

### Segunda Marcha Azadi
Imran Khan anunciou em 25 de outubro de 2022 que uma nova longa marcha começará em 28 de outubro, a partir de Lahore, e terminará em Islamabad antes de se transformar protesto sentado, numa manifestação contra o governo de Shehbaz Sharif pela recusa em anunciar eleições gerais antecipadas e pela nomeação de um novo chefe do exército paquistanês.

#### Tentativa de assassinato de Imran Khan

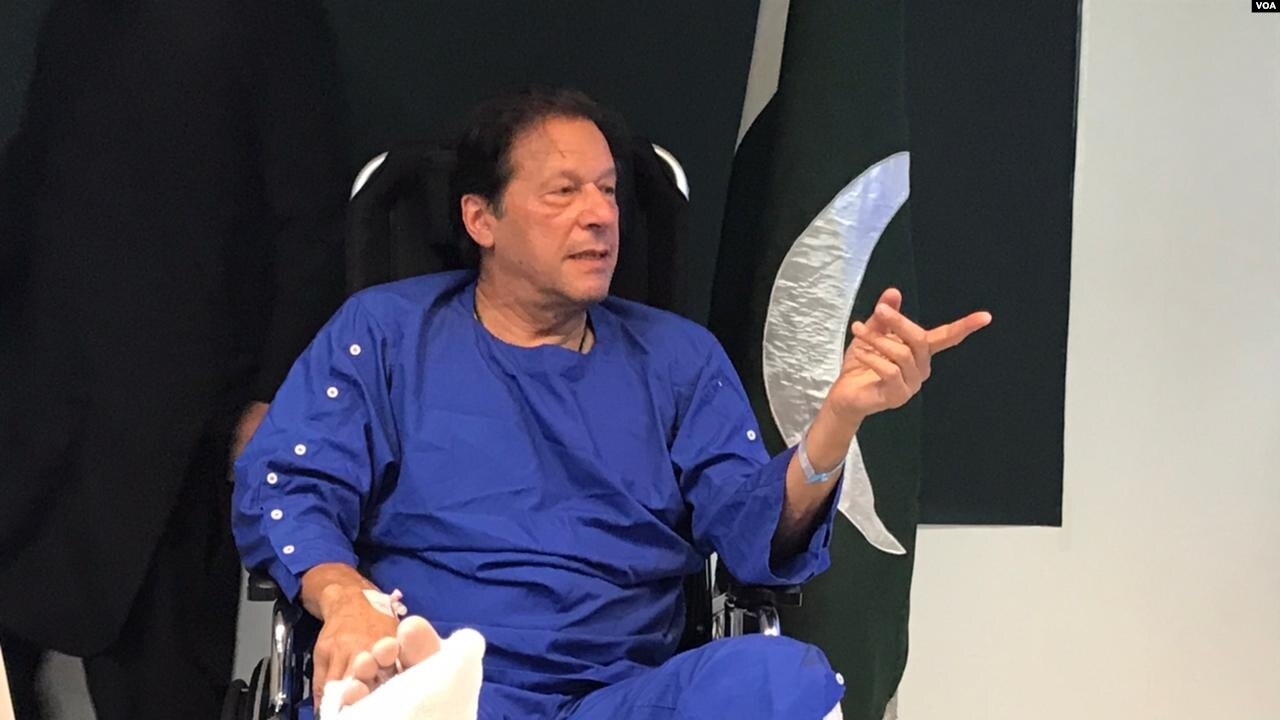
Imran Khan falando à nação após tentativa de assassinato.

Em 3 de novembro de 2022, o ex-primeiro-ministro paquistanês Imran Khan sofreu uma tentativa de assassinato. Khan sobreviveu ao tiroteio durante o comício político no qual participava. A "Marcha para a Capital", como foi chamada, era um comício importante para o retorno político de Khan, que tenta desfazer a decisão dos políticos de seu próprio país quando o destituíram do cargo. Neste ataque perto da cidade de Gujranwala, Imran Khan foi baleado na perna onde um importante líder Asad Umar afirmoue “Sim, ele foi baleado, há projéteis alojados em sua perna, seu osso foi lascado, ele também foi foi baleado na coxa."

## Crise provinciais

### Punjab
Após anos de pressão política, o ministro-chefe Usman Buzdar renunciou. A renúncia foi aceita pelo governador em 1 de abril de 2022. O presidente do parlamento incumbente, Chaudhry Pervaiz Elahi, membro da Liga Muçulmana do Paquistão-Q, foi indicado por seu partido e pelo PTI para o cargo de ministro-chefe, enquanto o partidos de oposição, Liga Muçulmana do Paquistão-N e PPP nomearam Hamza Shehbaz. Devido ao fato de o presidente do parlamento ser um concorrente na eleição, o vice-presidente, Dost Muhammad Mazari, do PTI, estava no comando dos procedimentos. A eleição, originalmente marcada para 16 de abril, foi adiantada para 6 de abril pelo vice-presidente. No entanto, a secretaria da assembleia recusou-se a cumprir suas ordens e uma moção de desconfiança foi movida contra ele por seu próprio partido.

#### Crise de juramento na Assembleia de Punjab
Uma sessão extraordinária da Assembleia de Punjab foi realizada em 16 de abril de 2022, na qual o candidato da oposição Hamza Shahbaz foi eleito o novo Ministro-Chefe, mas não pôde prestar juramento, o que criou uma situação de incerteza. O governador do Punjab Omar Sarfaraz Cheema se recusou a prestar o juramento de posse do recém-eleito ministro-chefe Shahbaz.

#### Eleições parciais do Punjab
A Comissão Eleitoral do Paquistão anunciou em 25 de maio de 2022 que eleições parciais seriam realizadas em 17 de julho de 2022. O governo mantinha 177 assentos na assembleia; portanto, precisavam ganhar 9 assentos para obter a maioria na assembleia. Por outro lado, a oposição ocupava 173 assentos; portanto, necessitavam conseguir 13 assentos para obter a maioria na assembleia.
Assim, as eleições parciais foram realizadas para eleger 20 membros da Assembleia Provincial do Punjab. O Pakistan Tehreek-e-Insaf obteve uma vitória esmagadora em 15 desses 20 assentos, levando ao colapso do governo de coalizão liderado pelo ministro-chefe Hamza Shahbaz.

### Khyber Pakhtunkhwa
Em 8 de abril de 2022, os partidos de oposição na Assembleia de Khyber Pakhtunkhwa apresentaram uma moção de desconfiança contra o ministro-chefe Mahmood Khan. A moção de desconfiança foi apresentada pelo líder parlamentar do Partido Nacional Awami Sardar Hussain Babak, pelo vice-presidente provincial Khush Dil Khan, pelo deputado da Assembleia Provincial Shagufta Malik e outros da oposição unida no secretariado da assembleia provincial. A moção de desconfiança contou com a assinatura de mais de 20 membros.

### Azad Kashmir
Em 12 de abril de 2022, o PTI apresentou uma moção de desconfiança contra seu próprio primeiro-ministro de Azad Kashmir.

### Dissolução de assembleias provinciais
O PTI liderado por Khan dissolveu duas de suas assembleias provinciais no Punjab e no Khyber Pakhtunkhwa desencadeando eleições em 60% do país em 30 de abril de 2023 e 28 de maio de 2023, respectivamente.

## Acusações de conspiração de Imran Khan contra os Estados Unidos
Os Estados Unidos têm relações complicadas com o Paquistão. O ex-primeiro-ministro Imran Khan, durante uma entrevista exclusiva com Becky Andersen, da CNN, afirmou que Donald Lu, que é secretário adjunto estadunidense do Bureau de Assuntos da Ásia Meridional e Central, insistiu que Khan deveria ser destituído do cargo, uma vez que a simples presença de Imran Khan no Paquistão estaria dificultando os laços dos Estados Unidos com a Índia e o Afeganistão. Khan indicou à CNN que Lu fez sérias alegações de que, caso ele não fosse removido, isso levará a “sérias consequências para o Paquistão”.
Por outro lado, um porta-voz do Departamento de Estado dos Estados Unidos afirmou para a CNN que esses rumores de Khan são absurdos.